# Baba Alhassan
Baba Alhassan, né le 3 janvier 2000 à Accra au Ghana, est un footballeur ghanéen qui évolue au poste de milieu central au FCSB.

## Biographie

### Formation et débuts
Né à Accra au Ghana, Baba Alhassan est formé par le club local du African Talent Football Academy basé à Nkawkaw. Il rejoint ensuite l'Espagne et le Real Valladolid, où il poursuit sa formation. Il quitte le club à l'été 2019 sans avoir joué en équipe première et reste sans club jusqu'au 7 octobre 2020, où il s'engage en faveur du FC Hermannstadt, en Roumanie.
C'est avec le FC Hermannstadt qu'il joue son premier match en professionnel, le 18 octobre 2020, lors d'une rencontre de championnat face au UTA Arad. Il entre ne jeu à la place de Bright Addae (en) et les deux équipes se neutralisent (1-1 score final).
Il inscrit son premier but le 15 mai 2021, lors d'une rencontre de championnat face au FC Politehnica Iași. Il entre en jeu et donne la victoire à son équipe en étant le seul buteur de la partie.
Le 20 octobre 2023, Alhassan prolonge son contrat avec le FC Hermannstadt. Il est alors lié au club jusqu'en juin 2026.

### Steaua Bucarest
Baba Alhassan rejoint le FCSB en janvier 2024. Le transfert est officialisé dès le 23 décembre 2023 et il signe un contrat courant jusqu'en juin 2028. Il décide de prendre le numéro 42, comme celui de son idole, Yaya Touré.